# Rainbow Lake
Rainbow Lake es un pueblo canadiense situado en la provincia de Alberta.

## Superficie
Rainbow Lake tiene una superficie de 10,76 km².

## Demografía
En 2021, tenía 495 habitantes, una densidad poblacional de 46 hab./km², y 352 viviendas.